# Trame (vidéo)
Cet article court présente un sujet plus développé dans : Entrelacement (vidéo).
La trame est le résultat de décomposition d'une image vidéo en lignes paires et lignes impaires. Chaque image est constituée ainsi de deux trames : une trame qui reproduit les lignes impaires et une deuxième les lignes paires. La décomposition de l'image vidéo en deux trames ou entrelacement est une technique utilisée afin d'éviter l'effet de papillonnement de l’image sur un écran à faible fréquence de balayage (téléviseur à tube cathodique/au plasma). 